# Elutrolampis segmentata
Elutrolampis segmentata är en insektsart som beskrevs av Marius Descamps 1983. Elutrolampis segmentata ingår i släktet Elutrolampis och familjen Romaleidae. Inga underarter finns listade i Catalogue of Life.